# Quintette pour piano et cordes no 1 de Berwald
Pour les articles homonymes, voir Quintette pour piano et cordes.
Le Quintette pour piano et cordes no 1 en ut mineur est un quintette pour deux violons, alto, violoncelle et piano de Franz Berwald. Composé en 1853, il est dédié à son élève la pianiste Hilda Thegerström.

## Analyse de l'œuvre
1. Allegro moto
2. Scherzo (poco allegretto)
3. Adagio quasi andante
4. Allegro assaï e con spirito

La durée d'exécution est d'environ vingt cinq minutes.